# SN 2001bp
SN 2001bp – supernowa typu Ia odkryta 15 maja 2001 roku w galaktyce A160209+3643. W momencie odkrycia miała maksymalną jasność 17,50m.